# 遠山の金さん (テレビ朝日)
遠山の金さん（とおやまのきんさん）は、テレビ朝日（旧：NET）系列にて放送された杉良太郎主演の連続テレビ時代劇。全2シリーズ計131話。第1シリーズ（全101話）が1975年10月2日から1977年9月29日まで、毎週木曜夜8時からの「木曜時代劇」枠で放送され、1979年2月15日から同年10月18日には同枠で第2シリーズ（全30話）が放送された。NET → テレビ朝日と東映（京都撮影所）の製作による『遠山の金さん』シリーズ第4作目にあたる。

## 概要
江戸北町奉行「遠山左衛門尉」とお節介焼きの遊び人「金さん」と言う二つの顔を持つ男、遠山金四郎の活躍を描く。前作の橋幸夫版終了から半年後に、放送時間枠をそれまでの日曜日夜8時枠から木曜日夜8時枠に移動して制作された。主演の杉良太郎は、中村梅之助・市川段四郎・橋幸夫に次いで4代目にあたる。
テレビ朝日はNETテレビ時代から『遠山の金さん』シリーズを製作していたが、杉良太郎版以前のものは『-捕物帳』や『ご存知-』がタイトルについていた。それらのタイトルがつかないのはこの杉版と高橋版および松平版の3シリーズのみで、以降製作された松方弘樹版も『名奉行-』、『-VS女ねずみ』がつくこととなる。
杉版第2シリーズのオープニング映像は時代劇では珍しいアニメと実写を織り交ぜたものになっている。また杉版の金さんは、立ち回りの最中に被弾し（桜吹雪が散りかけ）、瀕死の重傷を負いながらお白洲で吟味するという他の歴代金さんにない異色回が存在する。また悪人達に強要されたり利用されてやむなく罪を犯してしまった者には不問にしたり軽微な裁きで終わらせるのが常であるが、第2シリーズでは利用されたとはいえ生じた被害が大きいこと（第13話、第19話）から遠島。人を殺した（第23話、第25話）ので死罪と厳しい裁きが下される話がある。杉が歌った主題歌「すきま風」もロングヒットした。
キャストにおいても、岸部シローが南町のドジ同心・赤目玄蕃に扮し、伊東四朗が北町の筆頭与力・青木紋十郎に扮し人気を盛り上げた。また赤目玄蕃と、植田峻 演じる岡っ引き・花川戸の新八のコンビは、後のシリーズで恒例となる“ドジな同心と腰巾着の岡っ引き”の原型となった。第2シリーズでは青空球児・好児がレギュラー出演している。

## 放送日時
第1シリーズ（全101話）
- 1975年10月2日 - 1977年9月29日：毎週木曜20:00 - 20:55

第2シリーズ（全30話）
- 1979年2月15日 - 1979年10月18日：毎週木曜20:00 - 20:54

## キャスト

### 第1シリーズ
- 金さん(遠山金四郎)：杉良太郎

江戸北町奉行。町中では酒と博打が好きな遊び人に扮している。悪を憎むが、情に厚い。赤目から「金公」「金の字」と呼ばれている。悪人たちとの立ち回りでは、長い手拭いを頭から顔全体に頬被りで巻き付ける形で現れ（回によってはしない場合もあり）、相手の浪人から奪った刀を用いて峰打ちで応戦する他、悪人目掛けてサイコロを投げつける小技も披露。さらにお白洲で自らの正体を明かす際には、「数ある花のその中で、大江戸八百八町に紛れもねぇ、背中に咲かせた遠山桜。目ん玉ひんむいてよーっく見ろ!」「立派な証拠があるんだよ、それも目の覚めるような証拠がな、おぅ、てめぇら、これでもまだぁ白を切れるのかい!花のお江戸は北町の、咲いた命も曲げられねぇ、生きた証しと山桜、両の目開いてよぉーく見ろい!」と啖呵を切りながら背中の桜吹雪の刺青を右の片肌を脱いで見せつけた（エピソード毎に台詞は多少異なる。第1クールから第3クール初期のみ）。
- お竜：小鹿ミキ（第1話 - 第33話）

元女盗賊の密偵。金さん=遠山奉行との最初の関わりについては、劇中では語られていない。第33話で幼馴染と結ばれて江戸を去る。
- おすみ（永沢寿美）：岡崎友紀（第34話 - 第53話）

密偵。北町奉行所の隠密回り同心・永沢兵庫（佐藤英夫）の娘で、父の死後に彼が追っていた奥女中の死の真相を確かめるため、父の形見の十手を手に行動を開始。父の死を機に知り合った金さん = 遠山奉行の助力を経て、事件を見事に解決した。その後金さんの正体をお白洲の場で知る事になるが、その際に金さんの反対を押し切る形で父の形見の十手を正式に譲り受け、女目明かし兼遠山の密偵となる。父である兵庫からは、捕物の技を全て習得していた。第53話で大坂にて亡き父の職の跡継ぎと婿を探すために江戸を去る。演じる岡崎友紀は、第34話でレギュラー入りする以前に第22話に別の役で出演している。
- お京：水沢アキ（第53話 - 第81話）

密偵。表向きは行商本屋でフットワークに長けている。第81話で敵の罠にはまり、毒を盛られたことによって白洲の場で苦しみながら死亡。今作品中、歴代の密偵の中で唯一の殉職した密偵である。
- お仙：山口いづみ（第81話 - 第101話）

密偵。加賀前田家・伊賀者組頭の娘である。いわゆるくの一だったが、忍者の冷酷な掟に嫌気がさして江戸に出た。金さん=遠山奉行は最初の頃お仙が密偵として活動することに反対していたが、のちに容認。表向きは船宿「美よし」の女将で、探索の際にはしばしば革製の戦闘服（くの一仕様である）を身に付けている。第101話（最終話）で赤目玄蕃と花川戸の新八から素性を疑われており、詳細は描かれなかったものの密偵としてはお役御免になったものと思われる。
- 甚兵衛：美川陽一郎（第1話 - 第40話） → 村田正雄（第41話 - 第101話）

そば屋「長命庵」の主人。ろくに働いていない遊び人の金さんを心配している。演じる美川陽一郎は、病気の為に第40話で降板。第41話以降は美川の代役として村田正雄が最終話まで甚兵衛を演じた。
- 伊藤一葉斎：伊藤一葉（第1話 - 第51話）

手品易者。本業は易者だが、あまり当たらない事のほうが多い。劇中で手品（一葉斎本人は「手妻」と言っている）を披露する事もある。
- お初：三浦リカ（第1話 - 第56話）

「長命庵」の看板娘。金さんに惚れている。第56話で花嫁修業の為に退職した。
- お絹：西崎みどり（第82話 - 第101話）

「長命庵」の看板娘。
- 花川戸の新八：植田峻（第1話 - 第10話、第12話 - 第50話、第52話 - 第101話）

赤目配下の岡っ引き。
- 権太：園田裕久（第1話 - 第100話）
- 助十：土屋靖雄（第1話 - 第100話）

駕籠かき。
- 丈八：東竜明（第2話 - 第33話、第41話 - 第101話）

幇間。
- 堺文之進：田中弘史（第1話 - 第28話）

北町同心。金さんの正体を知る数少ない同心。
- 太吉：細井伸悟（第1話 - 第5話） ※子役
- 一平：岡本健（第9話、第13話 - 第14話） ※子役
- 秀駒：二宮さよ子（第2話、第4話 - 第33話、第41話 - 第101話）

芸者。金さんに岡惚れしている。第56話でお初が花嫁修業の為に「長命庵」を去ってからは、本職の傍らでたまに「長命庵」を手伝う事もある。
- 三郎太：中島正二（第81話 - 第101話）

船宿「美よし」の番頭。金さん = 遠山奉行からは「さぶ」と呼ばれている。かつては加賀前田家・伊賀組配下の忍びであった。元々は伊賀組を抜けたお仙を斬るために加賀から送られた人物だったが、お仙に同調する形で自身も伊賀組から抜けた。
- 赤目玄蕃：岸部シロー

南町同心。いつも現場にひょっこり現れては手柄を横取り（？）している金さんを疎ましく思っている。大阪弁が特徴。
- 青木紋十郎：伊東四朗（第1話、第4話、第6話 - 第101話）

北町筆頭与力。堅物で、いつも遊び人に扮して江戸の町に行く遠山を心配している。遠山によるお白洲での吟味に同席する事は滅多にないが、第58話では凶弾により重傷を負いながらも、白洲での吟味に臨む遠山を見守る形で同席している。
- 水野忠邦：永野達雄（第46話） → 中村竹弥（第57話、第58話）

幕府老中主座で、遠山の良き理解者。第58話に於いて、遠山 = 金さんが長崎奉行に推挙されていた藤堂伊織（青山良彦）殺害の首謀者である目付の伊庭刑部（菅貫太郎）の屋敷に乗り込んだ際に、長崎屋徳右衛門（浜田寅彦）の放った短筒の銃弾により重傷を負った直後のお白洲で、長崎屋と伊庭に対する吟味を陰から見守っていた。そして長崎屋と伊庭の裁きを終え、倒れる寸前だった遠山を吟味に同席していた与力の青木と共に支えていった。ちなみに、中村竹弥が第57話と第58話で演じる以前は第38話に名前のみ登場し（代わりに忠邦の母であるたか（毛利菊枝）が登場）、さらに第46話では別の俳優（永野達雄）が忠邦を演じる形で登場している。

### 第2シリーズ
- 金さん(遠山金四郎)：杉良太郎
- お駒：岡田奈々（第1話 - 第12話、第14話 - 第30話）[注 6]

密偵。かつて遠山家と深い繋がりのあった人物の娘で、自ら志願して密偵となる。1度だけ行商人の姿で登場したのを除けば通常は町娘の身なりをしており、小扇と小菊から子供扱いされることを不満に思っている。潜入捜査の際には盗み装束の場合が多く、第14話で町娘の着物の下に盗み装束をしていることが明らかになる。仕込まれている武術のレベルは高い。
- 小扇：奈美悦子（第1話、第3話、第6話、第9話、第11話、第13話 - 第19話、第23話、第25話 - 第29話）
- 小菊：本阿弥周子（第2話、第4話 - 第5話、第7話 - 第10話、第12話、第14話、第18話、第20話 - 第25話、第27話、第30話）

芸者。基本的にどちらか一方が登場する。両名とも金さんにほの字で互いの相性は良くない。
- 白木五郎蔵：青空球児（第1話 - 第13話、第15話 - 第17話）[注 7]

北町筆頭与力。やや抜けている。
- 紺野与四郎：青空好児（第1話 - 第13話、第15話 - 第17話）[注 7]

北町与力。
- 久六：中島正二（第1話 - 第12話、第14話 - 第30話）[注 6]

木戸番所の番人。元盗賊。第4話で身柄を預かっていた少年に容易く逃げられたり、第5話で昼酒を金さんに見咎められたりと、間が抜けた所のある人物。密偵として活動することもあるが、本人が第7話で地獄耳と称している通り情報屋としての面が目立つ。金さん = 遠山奉行ということには気が付いていない。
- おちよ：立石美由紀（第1話 - 第29話）

「長命庵」の看板娘。金さんに恋心を抱いているが、あまり積極的ではない。それでも他のメンバーが金さんの悪口をいった時には激しく食って掛かっている。金さんとの「その後」については描かれていない。
- 辰吉：若杉武徳

「長命庵」の店員。
- 花川戸の新八：うえだ峻
- 赤目玄蕃：岸部シロー
- 長兵ヱ：桂小金治

「長命庵」の主人。金さんを「金の字」と呼び、本当の遊び人と思い込み、いつも心配している。第7話では、金さんに調査費を渡しに訪れた白木を「金さんを甘やかしてダメにしている人」と思い怒っていた。

## スタッフ
- プロデューサー：小沢英輔（NET → テレビ朝日）、秋田亨（東映）、宮川輝水（東映）（第1シリーズ）、佐々木太郎（金剛プロダクション）
- 原作：陣出達朗
- 脚本：今村文人（19回）、山野四郎（17回）、小川英（9回）、高橋稔（8回）、池田一朗（5回）、鈴木兵吾（同）、結束信二（4回）、中野顕彰（3回）、本山大生（同）、胡桃哲（2回）、中村努（同）、坪島孝（同）、津田幸於（同）、茶木克彰（同）、押川国秋（同）、山浦弘靖（同）、山崎巌（同）、杉山義法（同）、大西信行（同）、宮川一郎（同）、山本英明（同）、八尋大和（同）、鈴木導（同）ほか
- 監督：西山正輝（24本）、林伸憲（22本）、松尾昭典（12本）、荒井岱志（11本）、河野寿一（9本）、池広一夫（8本）、原田隆司（7本）、佐々木康（2本）、岡本静夫（同）、井上昭（同）、高橋繁男（同）
- 企画協力・脚本協力：ジャック・プロダクション（第1シリーズ第1話 - 第26話）
- 音楽：菊池俊輔
- 撮影：平山善樹、安達重穂、柾木兵一、森常次、羽田辰治、河原崎隆夫、脇武夫
- 照明：藤井光春、佐々木政一、岡田耕二、林春海、宇野増太郎、椹木儀一
- 録音：西川潔、高井唯夫、矢部吉三、田中峯生、上田時夫
- 美術：角井博、寺島孝男、塚本隆治、宇佐美亮
- 助監督：古市真也、西垣吉春、尾田耕太郎、上杉尚祺、岡本静夫、曽根勇、津島勝、内沢豊、久郷久雄、福田光、福井司
- 記録：牛田二三子、藤原凪子、平井宇津江、満尾敦子、篠敦子、石田芳子、野崎八重子、長岡君枝、川島庸子
- 整音：草川石文
- 編集：岩本光司、島村智之、鳥居勉、川上忠
- 衣裳：上野徳三郎、工藤昭、米田稔、石倉元一
- 美粧：杉本勢一、林三郎
- 結髪：河野節子
- 刺青絵師：毛利清二
- 擬斗：三好郁夫、上野隆三、土井淳之祐（東映剣会）
- 特技：宍戸大全
- 装置：曽根美装
- 装飾：山中忠知、長尾康久、後藤博敏、山本重治、窪田治、田畑照政、秋田実、土居稲雄、小谷恒義、縄田功、草川啓、小林伊之助、下山能一
- 進行主任 → 制作担当：喜多外志之
- 演技事務：川高敏夫、石川正男
- 計測：山元豊、津田宗之、山口鉄雄、水島淳一、宮川俊夫、佐賀彰
- 現像：東洋現像所
- 小道具：高津商会
- 企画担当（第2シリーズ）：菅野哲夫（テレビ朝日）、上阪久和（東映）
- 協力：京都大覚寺
- 制作協力：金剛プロダクション
- 主題歌：「すきま風」（作詞：いではく、作曲：遠藤実、編曲：京建輔、唄：杉良太郎、販売元：CBSソニー・レコード） ※第1シリーズ第53話 - 第2シリーズ[注 8][注 9]
- 制作：NET → テレビ朝日、東映 ※第1シリーズ第78話（1977年4月14日放送）よりクレジット表記が「NET」から「テレビ朝日」に変更。

## 放映リスト

### 第1シリーズ
| 話数    | サブタイトル             | 放映日         | 脚本              | 監督     | ゲスト出演者 |
| ------- | ------------------------ | -------------- | ----------------- | -------- | --- |
| 第1話   | 燃えろ桜吹雪             | 1975年 10月2日 | 小川英 遠藤仁     | 荒井岱志 | 弥太：寺田農 お紺：岡田可愛 中沢：川辺久造 肥前屋：見明凡太郎 ：中島正二 ：志賀勝 ：波多野博 ：岡嶋艶子 ：小田真二 ：泉好太郎 ：智村清 ：藤原勝 ：藤本秀夫 ：大月正太郎 ：池田謙治 ：西山清孝 ：藤山良也 ：岡本崇                                                   |
| 第2話   | 迷路に追い込め!!         | 10月9日        | 池田一朗          | 原田隆司 | 山名三左ヱ門：久富惟晴 三国屋：神田隆 大坂格之進：勝部演之 ：中島正二 ：益子隆充 ：山下義明 お市：草笛光子 |
| 第3話   | 女狐を追いつめろ!!       | 10月16日       | 小川英 胡桃哲     | 林伸憲   | 才助：入川保則 仙造：山岡徹也 文次：東晃声 弥十：井上茂 ：中村錦司 ：志摩靖彦 ：佐名手ひさ子 ：那須伸太郎 ：矢奈木邦二郎 ：大城泰 ：矢野幸生 ：平河正雄 ：藤長照夫 ：智村清 ：星野美恵子 お久/お園：宮園純子                                                        |
| 第4話   | 神隠しをあばけ！         | 10月23日       | 池田一朗 小川英   | 林伸憲   | 大造：河原崎長一郎 お松：葉山葉子 宗助：天津敏 正兵ヱ：牧冬吉 季：小林勝彦 ：永田光男 ：酒井哲 ：高並功 ：野口貴史 ：森源太郎 ：木谷邦臣 ：レオナルド・ブリュッセ                                                                                                   |
| 第5話   | 花嫁を攫え!!             | 10月30日       | 鴨井達比古        | 原田隆司 | 佐吉：河原崎次郎 加代：有吉ひとみ 栄五郎：北村英三 藤五郎：高野真二 ：楠本健二 ：西田良 ：平沢彰 ：東竜子 ：那須伸太郎 ：前川良三 |
| 第6話   | 泪橋に罠をかけろ!!       | 11月6日        | 山野四郎          | 西山正輝 | 弥平：下元勉 お町：倉野章子 ：谷口完 ：小田部通麿 ：吉田隆之 ：亀谷幸代 利助：和崎俊也 |
| 第7話   | その錠を破れ!!           | 11月13日       | 坪島孝            | 荒井岱志 | 信吉：島田順司 お絹：真山知子 倉田：今井健二 おちよ：瞳順子 三浦屋：伊達三郎 ：中島正二 ：出水憲司 ：小峰一男 ：内藤康夫 |
| 第8話   | 鬼火を消せ!!             | 11月20日       | 池田一朗 小川英   | 西山正輝 | 十兵ヱ：早川保 竹吉：宮田真 勘五郎：山本麟一 お千：原泉 ：五味竜太郎 ：筑紫コマ鶴 ：浜伸二 ：林三恵 |
| 第9話   | 逃がし屋を追え!!         | 11月27日       | 池田一朗          | 池広一夫 | 薩摩侯：中谷昇 嘉兵ヱ：武藤英司 飯沢頼母：森山周一郎 ：北原義郎 ：早川研吉 ：国一太郎 ：表淳夫 ：重久剛 ：森秀人 ：毛利清二 ：藤本秀夫 ：世羅豊 ：富永佳代子 中津川弦斎：西村晃                                                                                     |
| 第10話  | 仏の正体をあばけ!!       | 12月4日        | 小川英 茶木克彰   | 荒井岱志 | お仙：鳳八千代 佐平：小林昭二 房吉：睦五郎 ：上野山功一 ：斉藤浩子 ：丸平峰子 ：星野美恵子 ：桂登志子 ：尾崎弥枝 お八重：高田敏江 |
| 第11話  | 真昼の仮面を裁け!!       | 12月11日       | 山野四郎          | 池広一夫 | おすみ：松本留美 荒海太十郎：藤岡重慶 松平伊豆守：高城淳一 クリストファ・ヨンストン：天本英世 ：海老江寛 ：大矢敬典 |
| 第12話  | その十手を探せ!!         | 12月18日       | 池田一朗          | 原田隆司 | 松永平之進：剣持伴紀 ：唐沢民賢 ：壬生新太郎 北町同心：山田良樹 ：川辺俊行 ：江原政一 ：松田仁見 木がらしの吉蔵：田口計 |
| 第13話  | 沈み金の謎を追え!!       | 12月25日       | 今村文人          | 原田隆司 | 波勝の猿次：浜田光夫 お梅：麻田ルミ 堂本平十郎：宮口二朗 相模屋徳兵衛：伊吹総太郎 ：山口幸生 堂本の配下：五十嵐義弘 ：有島淳平 ：小田真士 |
| 第14話  | 一番纏に命を張れ!!       | 1976年 1月1日  | 山野四郎          | 西山正輝 | 喜久弥：赤座美代子 友吉：柴田侊彦 藤兵ヱ：潮万太郎 頭取：中村竜三郎 与助：清川新吾 ：天王寺虎之助 ：内田勝正 ：滝譲二 ：下元勉 ：赤松志之武 振り付け：若柳緑緒 |
| 第15話  | 哭くな 南蛮鳥!!          | 1月8日         | 今村文人          | 荒井岱志 | お千世：武原英子 留吉：浜田寅彦 七兵ヱ：永井秀明 梶岡：中村孝雄 ：入江慎也 ：浜田雄史 ：富永佳代子 ：由井恵三 |
| 第16話  | 燃える男の胸で泣け!!     | 1月15日        | 秦七郎            | 荒井岱志 | 戸田道之助：大出俊 千絵：竹下景子 根岸勘十郎：勝部演之 檜屋：天草四郎 ：重久剛 ：黛康太郎 ：宮川珠季 ：小田真士 ：大東俊治 ：矢部義章 ：小峰一男 ：峰蘭太郎 |
| 第17話  | 裏入学をあばけ!!         | 1月22日        | 津田幸於 小川英   | 林伸憲   | 粂吉：脇谷透 喬太郎：大山正明 大津屋藤蔵：須藤健 弥島伝十郎：小笠原良知 ：三角八郎 ：近江輝子 早坂釆内：有川正治 ：飯田覚三 ：市川男女之助 ：大月正太郎 お槇：磯村みどり                                                                                            |
| 第18話  | 島帰りを探れ!!           | 1月29日        | 小川英 胡桃哲     | 林伸憲   | お里：土田早苗 浅吉：工藤堅太郎 権次：中島正二 権蔵：浜伸二 ：伝法三千雄 浅吉の友達：笹吾郎 蝮の新助：高並功 南町同心：疋田泰盛 役人：森源太郎 ：藤本秀夫 伊助：畑中伶一 ：内藤康夫 ：春藤真澄 ：藤山良也 松井：柳沢真一                                            |
| 第19話  | 渡る世間の鬼を斬れ!!     | 2月5日         | 押川國秋          | 西山正輝 | 捨吉：佐々木剛 お琴：本阿弥周子 ：五藤雅博 銀次：曽根晴美 ：玉川長太 茂七：水上保広 佐野屋手代：森源太郎 ：藤本秀夫 ：世羅豊 ：前田俊和 ：大橋みつ子 |
| 第20話  | 一六勝負で闇を裂け!!     | 2月12日        | 小川英 他         | 林伸憲   | お篠：野川由美子 種吉：石山律雄 浜屋：村上冬樹 吉次：山岡徹也 ：中島正二 ：北原将光 ：秋山勝俊 ：簑和田良太 ：津野途夫 ：吉久高広 ：智村清 |
| 第21話  | 地獄の炎を消せ!!         | 2月19日        | 中野顕彰          | 林伸憲   | 太吉：永井秀和 お新：小野恵子 吾平：稲葉義男 ：小鹿番 ：波止崎徹 ：玉生司郎 ：新屋英子 ：中林章 ：三島猛 ：島田秀雄 ：前川良三 ：土橋勇 ：池田謙治 |
| 第22話  | 恐怖の縄を解け!!         | 2月26日        | 今村文人          | 荒井岱志 | おりつ：岡崎友紀 関口宗吉：山本紀彦 円平：嵯峨善兵 大黒屋：田島義文 ：若杉英二 ：牧冬吉 ：佐名手ひさ子 ：森源太郎 ：木谷邦臣 ：江原政一 ：寺内文夫 |
| 第23話  | 悪夢を吹きはらえ!!       | 3月4日         | 中村努            | 池広一夫 | おつた：三条泰子 新太郎：倉岡伸太朗 ：森秋子 ：永野達雄 ：藤尾純 ：和田昌也 ：奈辺悟 ：松田仁見 夢枕の五郎蔵：花沢徳衛 |
| 第24話  | 消えた飛脚を探せ!!       | 3月11日        | 中村努            | 池広一夫 | おげん：水原麻紀 おたつ：桜井浩子 武蔵屋：富田仲次郎 ：佐伯徹 ：木村元 ：中村錦司 ：田畑猛雄 ：小阪和之 ：多田理江 弥之助：今福正雄 |
| 第25話  | 死神を封じ込め!!         | 3月18日        | 坪島孝 小川英     | 荒井岱志 | 熊造：山田吾一 お豊：八木昌子 数馬：竜崎勝 土井大炊頭：細川俊夫 鳥居甲斐守：永田光男 ：有川正治 ：丘路千 ：山村弘三 ：野崎善彦 ：高並功 ：藤本秀夫 ：大東俊治 ：山田良樹 ：智村清 ：宮崎博 ：内藤康夫 ：小峰一男 ：春藤真澄 ：土橋勇 ：世羅豊 ：松原健司 ：神山和彦 |
| 第26話  | 金の大黒を追え!!         | 3月25日        | 山崎巌            | 河野寿一 | 正吉：尾藤イサオ おみよ：渡辺やよい 蔵前屋：谷口完 おしげ：松村康世 ：寺下貞信 ：国一太郎 ：大月正太郎 ：遠山金次郎 ：木谷邦臣 ：峰蘭太郎 ：司裕介 |
| 第27話  | 花の廓の闇に咲け!!       | 4月1日         | 山野四郎          | 松尾昭典 | 若狭太夫：土田早苗 大河原源之進：近藤宏 戸沢伊平：内田勝正 ：石井宏明 ：近江輝子 ：藤山喜子 ：伊藤尚子 ：上司恭子 |
| 第28話  | 折鶴の謎を追え!!         | 4月8日         | 津田幸於          | 松尾昭典 | お新：紀比呂子 卯七：入川保則 ：小野進也 中山外記：川辺久造 山城屋藤蔵：伊達三郎 ：守田学哉 用心棒：阿波地大輔 ：有島淳平 ：和田昌也 ：井上卓也 ：広瀬登美子 |
| 第29話  | 燃える瞳を救え!!         | 4月15日        | 茶木克彰          | 林伸憲   | 仙太：吉田友紀 おはる：長谷川待子 忠兵ヱ：幸田宗丸 ：団巌 ：中島正二 ：島田秀雄 ：榎原政一 ：美川伶子 ：中本雅年 |
| 第30話  | 暗闇の銃声を消せ!!       | 4月22日        | 中野顕彰          | 林伸憲   | 玉菊：珠めぐみ 中山新太郎：河原崎次郎 ：深江章喜 ：市川男女之助 ：北見唯一 ：多賀勝 ：西田良 ：山本弘 ：高並功 ：小田真士 ：森源太郎 ：疋田泰盛 ：志茂山高也 ：岩尾正隆 ：鳥巣哲生 ：池田謙治                                                                       |
| 第31話  | 明日に別れの賽を振れ!!   | 5月6日         | 本山大生          | 荒井岱志 | お加代：新藤恵美 伊三次：森次晃嗣(伊三次)、 ：和崎俊哉 ：北村英三 ：森幹太 ：原良子 ：大森不二香 ：浜田晃 ：中田博久 ：武周暢 ：広瀬義宣 ：井上茂 ：藤沢徹夫 ：和田昌也 ：藤山良                                                                                    |
| 第32話  | 逢びきは三途の川で       | 5月13日        | 鈴木兵吾          | 河野寿一 | 菊川町の長太郎：品川隆二 おきく：麻田ルミ ：富田浩太郎 ：黒沢のり子 ：柳川清 ：浜伸二 ：唐沢民賢 ：藤山良 ：春藤真澄 |
| 第33話  | 五色の手鞠を離すな!!     | 5月20日        | 今村文人          | 荒井岱志 | 平吉：三上真一郎 喜十：高城淳一 源三：山本昌平 卯之助：水上保広 ：大木晤郎 ：松田明 ：星野美恵子 ：林三恵 ：小田真士 ：西山清孝 ：矢部義章 ：岩尾正隆 ：藤原勝 ：宮永淳子 ：多田理江 ：玉山由利子 ：山田幸雄                                                        |
| 第34話  | 娘十九の父恋い十手       | 5月27日        | 山野四郎          | 河野寿一 | 永沢兵庫：佐藤英夫 阿松の方：新橋耐子 ：戸部夕子 ：山本清 ：平河正雄 ：内藤康夫 ：大矢敬典 ：川辺祐太郎 ：安岡すが子 ：笠原豊子 ：三坂千枝子 ：山下恵子 ：神南里加 ：川村京子 ：星野ルミ子 ：上野清孝 ：谷内幸納 ：宮本千泉                                         |
| 第35話  | 紋十郎 惚れて候          | 6月3日         | 杉山義法          | 池広一夫 | 小鈴：佐藤オリエ 伊三次：青山良彦 玉屋儀三郎：村上不二夫 ：加賀邦男 ：常盤緑 ：北原将光 ：浜田雄史 ：有島淳平 ：池田謙二 ：林三恵 ：美川伶子 ：坪川ゆかり ：赤崎浩樹 ：北山美歌子                                                                                   |
| 第36話  | 惚れた女を裁け!!         | 6月10日        | 高橋稔            | 林伸憲   | お崎：朝丘雪路 吉兵ヱ：海老江寛 伊蔵：五味竜太郎 ：中井啓輔 ：山村弘三 ：中村錦司 ：平沢彰 ：藤沢薫 ：小田真士 ：宇佐美千絵 |
| 第37話  | 海鳴りを抱く女           | 6月17日        | 今村文人          | 池広一夫 | おとよ：鮎川いづみ 八右ヱ門：須賀不二男 孫七：中島正二 ：須永克彦 ：玉生司郎 ：新屋英子 ：島田秀雄 ：藤長照夫 ：大月正太郎 ：壬生新太郎 ：泉好太郎 ：江原政一 ：伊玖野暎子 ：大北愉佳                                                                               |
| 第38話  | 消えた姫君を追え!!       | 6月24日        | 中野顕彰          | 林伸憲   | 綾姫：結城しのぶ たか：毛利菊枝 ：武藤英司 ：須藤健 ：田畑猛雄 ：酒井哲 ：日高久 ：千葉保 ：入江慎也 ：千代田進一 ：森秀人 ：宮川珠季 ：浪花五郎 ：藤山良 ：小阪和之 ：川辺裕太郎 ：広瀬登美子 ：奥村和恵 ：田中由加                                                |
| 第39話  | 松風聴いた母子草         | 7月1日         | 今村文人          | 原田隆司 | 町田祥子(おまき)、横森久(太田内膳)、中村英生(正平)、江幡高志(植木屋の留吉)、原口剛、原健策、有川正治、唐沢民賢、滝譲二、乃木年雄、三木豊、川口富子 |
| 第40話  | 嵐の中に立つ姉妹         | 7月8日         | 宮川一郎          | 原田隆司 | 京春上(お米)、吉本真由美(お咲)、草野大悟(沼田十三郎)、田中浩(石田禅光)、沼田曜一、国一太郎、西田良、武田てい子、森源太郎、矢奈木邦二郎、山下義明、星野美恵子、後藤尚人                                                                                              |
| 第41話  | 今ひとたびの青春に哭け!! | 7月15日        | 本山大生          | 荒井岱志 | 早川保(名取新吾)、弓恵子(香奈江)、天津敏、森山周一郎、石浜祐次郎、阿波地大輔、高並功、大東俊二、宮城幸生、遠山金次郎 福本清三、中村譲、北尾はるみ |
| 第42話  | 花火に賭けた心意気       | 7月22日        | 山浦弘靖          | 西山正輝 | 植木等(佐平次)、高田瞳(お京)、南祐輔(新兵ヱ)、中島正二(仁助)、藤尾純、芦田鉄雄、三浦徳子、波多野博、藤本秀夫、春藤真澄、小峰一男、白井孝史、畑中伶一、船曳富士江 |
| 第43話  | 江戸と浪花の風来坊       | 7月29日        | 高橋稔            | 荒井岱志 | 長門勇(清十郎)、八木孝子(おはる)、永田光男、小田部通麿、溝田繁、丘路千、白川浩二郎、波多野博、簑和田良太、野村鬼笑 |
| 第44話  | 心の旅路をたどれ         | 8月5日         | 山本英明          | 西山正輝 | 下条アトム(伊之吉)、三浦真弓(お峯)、不破潤、黒部進、志摩靖彦、野崎善彦、邦保、岡嶋艶子、有島淳平、疋田泰盛 |
| 第45話  | 雨ふり花                 | 8月12日        | 山野四郎          | 松尾昭典 | 高田敏江(おりき)、中山昭二(末造)、桂たまき(おさち)、小林勝彦、田渕岩夫、島田秀雄、大城泰、和田昌也、田中一美、駒田真紀 |
| 第46話  | 恐怖の真昼に舞う風車     | 8月19日        | 鈴木兵吾          | 佐々木康 | 岡田可愛(おしの)、南道郎(不知火十三郎)、永野達雄(水野)、波戸崎徹(熊七)、山口幸生、大木晤郎、美川伶子、疋田泰盛、波多野博、丸平峰子、峰蘭太郎、木谷邦臣、笹木俊志、藤山良、蓮浩二                                                                                    |
| 第47話  | 奉納絵馬 呪いの祝い唄    | 8月26日        | 石森史郎          | 松尾昭典 | 島田順司(弥助)、赤座美代子(お糸)、睦五郎、杉江広太郎、佐藤京一、志賀勝、森源太郎、有島淳平、内藤康夫、森谷譲、松谷令子 |
| 第48話  | 長命庵に散った夢         | 9月2日         | 飛鳥ひろし        | 佐々木康 | 本山可久子(お紋)、北原義郎(市蔵)、千葉敏郎、中島正二、国一太郎、小柳圭子、山田良樹、池田謙治 |
| 第49話  | 独楽が廻れば鬼が泣く     | 9月9日         | 押川國秋          | 林伸憲   | フランキー堺(源助)、沢木順(三次)、田辺節子(おせい)、森幹太、竹田将二、田畑猛雄、西田良、五十嵐義弘、広瀬義宣、遠山金次郎、白井孝史、飯塚明美、筑紫コマ鶴(コマ指導)                                                                                                  |
| 第50話  | 血染めの姉妹簪           | 9月16日        | 山浦弘靖          | 西山正輝 | 倉岡伸太朗(宮寺玄州)、北川めぐみ(お雪)、近江俊輔、中条郷子、野口元夫、有川正治、内田勝正、浜伸二、川浪公次郎、波多野博、野口貴史、和田昌也、伊玖野暎子、美松艶子 三田雅美                                                                                           |
| 第51話  | 夕陽に燃えた必殺剣       | 9月23日        | 今村文人          | 林伸憲   | 有川博(時造)、青木義郎(坂口)、汐路章(岩頭)、滝恵一(泥亀)、伊藤亮英、阿波地大輔、岩尾正隆、藤沢徹夫、藤本秀夫、三島猛、藤長照夫、高谷舜二、鳥巣哲生、春藤真澄、香山リカ、長塚和実                                                                                    |
| 第52話  | 明日を知らない女         | 9月30日        | 山野四郎          | 西山正輝 | 珠めぐみ(おせき)、工藤堅太郎(弥九郎)、山岡徹也、武周暢、唐沢民賢、山口朱美、井上茂、丘路千、土橋勇、森谷穣、小峰一男、世羅豊 丸平峰子、富永佳代子、林三恵、宮永淳子、桂登志子                                                                                       |
| 第53話  | 一両だけの青春           | 10月7日        | 山野四郎          | 西山正輝 | 火野正平(ゲン・元三)、鶴間エリ(ジャキ・おさき)、那智映美(ミッチ・おみち)、今井美佐子(チョロ・おちよ)、高城淳一(永尾)、宮口二郎、笹木俊志、小田真士、小峰一男、堀北幸夫                                                                                              |
| 第54話  | 殺しを呼んだ千社札       | 10月14日       | 今村文人          | 西山正輝 | 山本紀彦(粂吉)、鮎川いづみ(おふじ)、神田隆(徳右ヱ門)、中島正二(源次)、柳原久仁夫、峰蘭太郎、石原須磨男、堀北幸夫 |
| 第55話  | 背信                     | 10月21日       | 山野四郎          | 西山正輝 | 岩井友見(おさわ)、村上冬樹(松吉)、大丸二郎(惣吉)、須藤健(弥兵ヱ)、酒井哲、溝田繁、近江輝子、島村昌子、鳥巣哲生、寺内文夫、池田謙二、真田麻里、河野真由 |
| 第56話  | 可愛い女                 | 10月28日       | 高橋稔            | 原田隆司 | 鳳八千代(おせん)、遠藤太津朗(善右ヱ門)、山下勝也(徳三郎)、千葉敏郎、関根世津子、平沢彰、井上茂 |
| 第57話  | ギヤマン飾りの女         | 11月4日        | 今村文人          | 林伸憲   | 志垣太郎(千吉)、渡辺やよい(おれん)、武藤英司、伊吹綾太郎、伊吹友木子、北見唯一、岩尾正隆、新屋英子、宮城幸生、小田真士、疋田泰盛、和田昌也、矢部義章、美川伶子、中村竹弥(水野忠邦)                                                                                  |
| 第58話  | 陰謀の凶弾               | 11月11日       | 岩元南            | 西山正輝 | 青山良彦(藤堂伊織)、上村香子(佐々木絹江)、菅貫太郎(伊庭刑部)、浜田寅彦(長崎屋徳右衛門)、丘路千(大西源蔵)、川浪公次郎、有島淳平、笹木俊志、井上茂、山口朱美、峰蘭太郎、藤長照夫、榎原政一、中村竹弥(水野忠邦)                                                        |
| 第59話  | 友情                     | 11月18日       | 鈴木兵吾          | 林伸憲   | 森次晃嗣(富次)、市毛良枝(お春)、和崎俊也(久造)、有川正治(角造)、富山真沙子(おむら)、唐沢民賢、市川男女之助、富永佳代子、福田信義、泉好太郎、島田秀雄、大江光、藤山良、藤沢徹夫、星野美恵子、藤川弘、池田慎司                                                        |
| 第60話  | 裏切りを覗いた女         | 11月25日       | 山野四郎          | 河野寿一 | 藤巻潤(和七)、梶三和子(おえい)、加藤嘉(松五郎)、木村元、沖田駿一、山本弘、北原将光、東竜子、笹木俊志、大月正太郎、川辺祐太郎、東孝、疋田泰盛、榎原政一、春藤真澄 |
| 第61話  | 浪花の仇を江戸で討て！   | 12月2日        | 高橋稔            | 松尾昭典 | 大村崑(弥市)、北上弥太郎(勘兵ヱ)、杉江廣太郎(宗右ヱ門)、水上竜子、不破潤、岡村政治、出水憲司、浪花五郎、山下義朗、松田仁見、伊玖野暎子 |
| 第62話  | 八万石の闇を撃て!!       | 12月9日        | 今村文人          | 河野寿一 | ハナ肇(荒垣重兵衛)、東恵美子(政江)、稲葉義雄(坂崎)、永野達雄、五十嵐義弘、海老江寛、新田章、宮城幸生、大城泰、野村鬼笑、池田謙治、加藤匡志、原田逸夫、大友柳太朗(板倉刑部)                                                                                          |
| 第63話  | 愛と憎しみの果て         | 12月16日       | 山野四郎          | 松尾昭典 | 根上淳(森野弥左ヱ門)、瞳順子(志乃)、佐々木孝丸(大久保加賀守)、高野真二、笹木俊志、鳥巣哲生、桂登志子、河野真由、佐々尾美恵子、田中耕一郎、花柳喜章(田河内膳亮) |
| 第64話  | 引廻しの女               | 12月23日       | 今村文人          | 岡本静夫 | 紀比呂子(おさん)、稲野和子(おしげ)、飯田覚三、笹木俊志、森源太郎、池田謙治、世羅豊、岡田英次(佐野屋) |
| 第65話  | りんどう花が嵐を呼んだ   | 1977年 1月6日  | 今村文人          | 林伸憲   | マッハ文朱(石黒ふみ)、矢吹二朗(三浦宗助)、高田敏江(石黒政代)、石橋雅史、大前均、広瀬義宣、千代田進一、中村錦司、入江慎也、阿波地大輔、秋山勝俊、宮城幸生、斉藤一之、高橋利道、井上誠吾、酒井努、栗原敏、吉田昌雄                                                    |
| 第66話  | 危険も二倍の賭けで死ね！ | 1月13日        | 本山大生          | 岡本静夫 | 太田博之(精之助)、小林芳宏(荘吉)、小栗一也(精右ヱ門)、五藤雅博(儀兵ヱ)、田畑猛雄、井上茂、永井智雄(江戸屋) |
| 第67話  | 逢いに来た女             | 1月20日        | 大西信行          | 西山正輝 | 桜町弘子(おしま)、早川保(唐兵ヱ)、睦五郎(大村)、木谷邦臣、森谷譲、小坂和之、平河正雄 |
| 第68話  | いかさま稼業             | 1月27日        | 山崎巌            | 井上昭   | 弥生 : 本阿弥周子 清之助 : 亀石征一郎 大膳 : 川合伸旺 北原義郎、高橋俊行、中村竜三郎、根岸一正、野口貴史、大矢敬典 |
| 第69話  | お白州に小判の雨が降る！ | 2月3日         | 杉山義法          | 西山正輝 | 渡辺やよい(おりん)、柴田侊彦(弥吉)、神田隆(平左ヱ門)、富川澈夫(銀次郎)、小野川公三郎(猪三郎)、汐路章、五味竜太郎、天王寺虎之助、市川男女之助、日高久、松村康世、島村昌子、山口朱美、遠山二郎、新屋英子、井上茂、笹木俊志、寺内文夫                                  |
| 第70話  | 帰って来た男             | 2月10日        | 大西信行          | 林伸憲   | 島田正吾(伴蔵)、小野恵子(お絹)、郡司良(源八)、伊吹聡太郎、御影伸介、山村弘三、林浩久、水野善行、上田恵子、大木晤郎、疋田泰盛 |
| 第71話  | 女騒動！うわなり打ち     | 2月17日        | 宮川一郎          | 西山正輝 | 北川めぐみ(おしの)、有吉ひとみ(おその)、砂塚秀夫(善助)、楠年明(伊兵ヱ)、寺島雄作(喜作)、溝田繁、岡嶋艶子、小田真士、有島淳平、笹木俊志、畑中怜一、小代研一、大城泰 森源太郎、小峰一男、小川武子、笠原豊子、嶋陽子、岡田恵子、福永久子、山下恵子、中田美穂           |
| 第72話  | 罠にすがった女           | 2月24日        | 鈴木兵吾          | 井上昭   | 高橋長英(平四郎)、鮎川いづみ(お直)、入川保則(工藤)、西沢利明、樋浦勉、原聖四郎、白井孝史、矢部義章 |
| 第73話  | 玉の輿を拒んだ女         | 3月3日         | 山野四郎          | 西山正輝 | 伊藤咲子(おさき)、谷口香(おかね)、酒井修(伊之助)、田口計(近江屋)、伊沢一郎(京屋)、八名信夫、竹尾智晴、笹木俊志、波多野博、和田昌也、土橋勇、小峰一男、東孝 |
| 第74話  | 団子坂しぐれて候         | 3月10日        | 今村文人          | 松尾昭典 | 中村玉緒(おもん)、穂積隆信(佐野格之進)、町田祥子(松江)、大森不二香、上田正雄、笹木俊志、村居京之輔、遠山金次郎、疋田泰盛、黛康太郎 |
| 第75話  | はるかな江戸の便り       | 3月17日        | 結束信二          | 林伸憲   | 岡まゆみ(おせつ)、松橋登(巳之吉)、石田信之(新助)、柳川清(弥兵ヱ)、小田部通麿(源太)、海老江寛、北原将光、滝譲二、丘路千、藤尾純、簑和田良太、森秀人、大月正太郎、島田秀雄、和田昌也、西山清孝、小峰一男、細川ひろし                                                  |
| 第76話  | 誘拐身代二千両           | 3月24日        | 高橋稔            | 松尾昭典 | 紅景子(お波)、御木本伸介(敷島屋)、小野進也(宗之助)、山本麟一、那智映美、中島正二、浜伸二、峰蘭太郎、波多野博、森源太郎、丸平峰子 |
| 第77話  | 北の海から来た男         | 3月31日        | 今村文人          | 林伸憲   | 工藤堅太郎(太平次)、松木聖(おきぬ)、多々良純(松前屋)、山岡徹也、西山嘉孝、不破潤、笹吾朗、柳原久仁夫、笹木俊志、藤永照夫、池田謙二、土橋勇 |
| 第78話  | 怨念の刃がとんだ         | 4月14日        | 鈴木導            | 西山正輝 | 佐々木剛(総吉)、森川千恵子(おみち)、谷口完、木村元、須藤健、寺下貞信、中村錦司、川浪公次郎、笹木俊志、乃木年雄、大河内宏太郎、有島淳平、高谷舜二、福本清二、志茂山高也、藤沢徹夫、小代研一、平河正雄、瀬賀敏之                                                      |
| 第79話  | 巡礼お勝参上             | 4月21日        | 山本英明          | 河野寿一 | 真木洋子(おたか)、河原崎建三(佐吉)、吉田義夫、小林昭二、宮口二朗、波多野博、井上茂、木谷邦臣、大矢敬典、池田謙二、中塚和代、榎原政一、松本泰郎、川辺祐太郎、伊玖野暎子、笠原豊子、森本晃史                                                                          |
| 第80話  | 八丁堀佐渡情話           | 4月28日        | 今村文人          | 西山正輝 | 上原ゆかり(おなか)、青山良彦(沼田平四郎)、白木万理、石井宏明、田中浩、出水憲司、武周暢、阿波地大輔、疋田泰盛、遠山金次郎、堀北幸夫、畑中怜一、林三恵、富永佳代子、春藤真澄、伊玖野英子、米田由佳、大木実(綾瀬の弥七)                                                |
| 第81話  | お京・合掌！             | 5月5日         | 山野四郎          | 河野寿一 | 本間文子(おさく)、曽根晴美(熊五郎)、山口幸生、永田光男、唐沢民賢、重久剛、三浦徳子、上田恵子、山田良樹、矢奈木郁二郎、駒田真紀、宮ケ原淳一、星野るみ子、小中久留美、三阪千枝美、松本信子                                                                            |
| 第82話  | 三割三分三厘             | 5月19日        | 高橋稔            | 松尾昭典 | 桜井センリ(半助)、正司花江(お虎)、北上弥太郎、伊達三郎、河野弘、森秋子、田遠実、遠山二郎、野口貴史、友金敏雄、榎原政一 |
| 第83話  | しじみに咲く花           | 5月26日        | 結束信二          | 林伸憲   | 蝦名由紀子(おその)、野口ふみえ(おふじ)、天津敏(辺見十郎左)、西田良(銀次)、千葉敏郎、日高久、藤沢薫、新海なつ、志茂山高也、藤沢徹夫、宮本幸子、大崎紀子、葵しおり、神南里加、星野るみ子                                                                              |
| 第84話  | 地獄のかっぽれ           | 6月2日         | 今村文人          | 松尾昭典 | 柳沢真一(亀助)、瞳順子(おのぶ)、伊沢一郎(荒木屋)、近藤宏(岩田)、有川正治、白川浩二郎、鈴木康弘、島田秀雄、木谷邦臣、森谷譲 |
| 第85話  | 夕闇に消された女         | 6月9日         | 今村文人          | 林伸憲   | 今出川西紀(おしず)、永井秀和(栄太郎)、西尾美恵子(おたま)、堀田真三、清川新吾、山村弘三、岡嶋艶子、佐名手ひさ子、笹木俊志、鳥巣哲生、疋田泰盛、宮川珠季、司裕介、倉谷礼子、羽根康仁                                                                                  |
| 第86話  | 逆恨み                   | 6月16日        | 結束信二          | 西山正輝 | 島田順司(清兵ヱ)、佐野厚子(おさと)、沼田曜一、伊吹聡太郎、上野山功一、五十嵐義弘、野崎善彦、笹木俊志、大月正太郎、五味一孝、寺内文夫、東孝 |
| 第87話  | お白州で実った恋         | 6月23日        | 八尋大和          | 池広一夫 | 江夏夕子(菊)、森次晃嗣(六平)、岡崎二朗、高原駿雄、武藤英司、南道郎、山田良樹、白井孝史、小坂和之、藤沢徹夫 |
| 第88話  | じゃじゃ馬姫と贋奉行     | 6月30日        | 山野四郎          | 西山正輝 | 田坂都(初姫)、花沢徳衛(六左ヱ門)、高野真士(徳兵ヱ)、木村元(兼五郎)、三田桃基子(弥生)、北見唯一、大城泰、細川ひろし、小峰一男、壬生新太郎 |
| 第89話  | 呼びとめた女             | 7月7日         | 鈴木生朗          | 池広一夫 | 賀川雪絵(おもん)、久富惟晴(安藤主膳)、神田隆(渡海屋)、山本麟一、尾崎弥枝、木谷邦臣、丸平峰子、星野美恵子、林三恵 |
| 第90話  | 夫婦ざくら               | 7月14日        | 山野四郎          | 河野寿一 | 新藤恵美(おりん)、藤巻潤(清次郎)、有川正治、疋田泰盛、笹木俊志、森源太郎、鈴木康弘、森谷譲、世羅豊、畑中怜一、岡田英次(兵部) |
| 第91話  | 初恋に散った女           | 7月21日        | 高橋稔 永江勇     | 林伸憲   | 葉山葉子(おゆう)、和崎俊哉(須貝主水正)、有馬昌彦(須貝市郎兵ヱ)、木田三千雄、加賀邦男、中田博久、大竹修造、玉生司郎、水上保広、宮本まり子、宮城幸生 |
| 第92話  | 雷雨の中の女             | 7月28日        | 鈴木兵吾          | 西山正輝 | 長谷川稀世(志乃)、佐藤宏之(小四郎)、北原義郎(七兵ヱ)、田島義文(角屋)、小田部通麿、不破潤、出水憲司、森下哲郎、小田真士、志茂山高也、和田昌也、西山清孝、内藤康夫、東孝、川辺祐太郎、宮永淳子                                                                        |
| 第93話  | 盗っ人修行               | 8月4日         | 八尋大和 山野四郎 | 林伸憲   | 浜村純(清兵ヱ)、志摩みずえ(お銀)、ジュリー・コワラスカ(イベリア・ルイサ)、天草四郎、山本昌平、三浦徳子、中村錦司、入江慎也、新城邦彦、上田恵子、古財敏之、犬塚弘(松平陸奥守)                                                                                        |
| 第94話  | 命乞い                   | 8月11日        | 播磨幸治          | 高橋繁男 | 中山麻里(おしな)、高津住男(与之吉)、小林昭二(天現寺の六造)、市原清彦(むささびの鉄)、大木正司(仁助)、亀淵友香、須永克彦、鳥巣哲生、榎原政一、司裕介、上村明子 |
| 第95話  | 殺しが呼んだ恋月夜       | 8月18日        | 今村文人          | 西山正輝 | 小野恵子(おすみ)、村上冬樹(喜八)、加藤和夫、田畑猛雄、北原将光、井上茂、福本清三、藤沢徹夫 |
| 第96話  | お湯の中にも鬼が住む     | 8月25日        | 結束信二          | 高橋繁男 | 弓恵子(お綱)、多々良純(闇の半兵ヱ)、睦五郎(石堂左近次)、五味一孝(矢之吉)、木村元、大前均、山口幸生、大木晤郎、丘路千、秋山勝俊、徳田実、笹木俊志、木谷邦臣、小峰一男、友金敏雄、寺内文夫、和泉敬子                                                                  |
| 第97話  | 鯨のように飲む男         | 9月1日         | 高橋稔            | 松尾昭典 | 玉川良一(相五郎)、小林芳宏(源太)、川合伸旺(根岸)、永井秀明、五味竜太郎、大木晤郎、八代郷子、秋山勝俊、鳥巣哲生 |
| 第98話  | 金のなる木を持つ稼業     | 9月8日         | 鈴木導            | 西山正輝 | 北村英三(藤蔵)、清水めぐみ(きよ)、白石奈緒美(おもん)、鮎川浩(弥吉)、中山昭二(碇屋)、木村元、永野達雄、波戸崎徹、千葉敏郎、川浪公次郎、波多野博、高並功、森源太郎、土橋勇、世羅豊、松原健二                                                                          |
| 第99話  | 奈落におちた玉の輿       | 9月15日        | 今村文人          | 松尾昭典 | 北林早苗(おせい)、松橋登(清之助)、佐原健二(藤兵ヱ)、宗方奈美、岡嶋艶子、志乃原良子、五十嵐義弘、井上茂、島田秀雄、志茂山高也、八重垣百合、鰐石鈴子、上田ひとみ |
| 第100話 | 忍び絵図を掏った娘       | 9月22日        | 鈴木生朗          | 西山正輝 | 松本留美(お蝶・お花)、伊沢一郎(佐兵ヱ)、天津敏(夜鴉の庄兵ヱ)、中村孝雄、山田良樹、井上茂、後藤尚人 |
| 第101話 | 誰がための五百両         | 9月29日        | 山野四郎          | 河野寿一 | 丹阿弥谷津子(おとく)、横山リエ(おちか)、吉田義夫(源兵ヱ)、山岡徹也(辰五郎)、天王寺虎之助、邦保、玉生司郎、野崎善彦、遠山金次郎、平河正雄、宮崎博、丸平峰子、伊玖野暎子、桂登志子、塩田ゆかり、福山真由美、米田由香                                                  |

### 第2シリーズ
| 話数   | サブタイトル             | 放映日         | 脚本              | 監督     | ゲスト出演者 |
| ------ | ------------------------ | -------------- | ----------------- | -------- | --- |
| 第1話  | 深川駈け落ち地獄船       | 1979年 2月15日 | 今村文人          | 西山正輝 | おきた：朝丘雪路 半助：垂水悟郎 猪木重右衛門：永井秀明 黒瀬：中田博久 仁八の女房：九重ひろこ 辰吉：若杉武徳 子分：福本清三 |
| 第2話  | 黄金鳥の謎をとけ         | 2月22日        | 今村文人          | 池広一夫 | 福松：志垣太郎 おかよ：津山登志子 松太郎：蟹江敬三 吉岡利右ヱ門：伊沢一郎 沼垣：西田良 鳥刺し：白川浩二郎 住職：島田秀雄 ：森源太郎 ：白井滋郎 ：若杉武徳 ：星野美恵子 ：宮城幸生 ：大矢敬典 ：藤川弘 ：村居京之輔 ：三上由紀                                                  |
| 第3話  | 火神に憑かれた娘         | 3月1日         | 山野四郎          | 西山正輝 | おいと：竹林真理子 伍兵ヱ：小林昭二 近江屋：山村弘三 ：三浦徳子 ：鈴木康弘 ：疋田泰盛 ：若杉武徳 大戸屋儀助：岡田英次 |
| 第4話  | 泣いて笑って艶姿         | 3月8日         | 飛鳥ひろし        | 西山正輝 | 静香：今陽子 嘉兵ヱ：神田隆 仙太：古代一平 九蔵：北九州男 権次：秋山勝俊 哲：大橋壮多 幇間：島田秀雄 お粂：近江輝子 |
| 第5話  | 白洲に咲かせた父娘花     | 3月15日        | 村尾昭            | 池広一夫 | おはつ：蝦名由紀子 弥助：塚本信夫 神田伝蔵：田中浩 ：波多野博 ：松本泰郎 ：藤山良 ：若杉武徳 ：池田謙治 ：遠山金次郎 ：江原政一 舞踊指導：久我喜美子 清兵ヱ：根上淳 |
| 第6話  | 桜吹雪に廻るこま         | 3月22日        | 今村文人          | 林伸憲   | おしま : 葉山葉子 藤七 : 石山律雄 芳太郎 : 川津亮太 美濃屋 : 武藤英司 伊奈山右近 : 小笠原弘 高木 : 河野弘 波戸崎徹、大月正太郎、大城泰 舞踊指導 : 久我喜美子 |
| 第7話  | 八百八町の星が泣いた     | 3月29日        | 白井更生          | 手銭弘喜 | お銀 : 磯村みどり お時 : 稲川順子 源次 : 宮口二朗 半田久兵ヱ : 近藤宏 嘉平治 : 小田部通麿 伊勢屋良助 : 白井滋郎 松村 : 筑波健 おいく : 田中由香 |
| 第8話  | 女が渡った泪橋           | 4月12日        | 押川國秋          | 西山正輝 | 文字春 : 茅島成美 仁平 : 山本清 三次 : 長谷川弘 新吉 : 加瀬悦孝 源七 : 阿藤海 巳之助 : 高並功 田所 : 田畑猛雄 重久剛一、大矢敬典、細川純一、富永佳代子 |
| 第9話  | 秩父数え唄ひとつとせ     | 4月19日        | 白井更生          | 林伸憲   | 伊奈半左ヱ門 : 永井智雄 お仲 : 栗田ひろみ 三升松辰五郎 : 須藤健 用心棒 : 有川正治 お品 : 三浦徳子 新庄弥八郎 : 唐沢民賢 飴屋 : 大矢敬典 瓦版売り : 波多野博 |
| 第10話 | この命 捧げます！        | 4月26日        | 山野四郎          | 手銭弘喜 | お捨 : 水原麻記 藤次郎 : 山本麟一 兼助 : 吉田豊明 小関弥九郎 : 波戸崎徹 岩吉 : 川浪公次郎 住職 : 北見唯一 青山右京太夫 : 寺下貞信 春日屋 : 山村弘三 女房おきね : 藤山喜子 お捨の子供時代 : 米田由佳                                                                            |
| 第11話 | 大奥からの黒い影         | 5月3日         | 鈴木兵吾          | 林伸憲   | お美乃 : 今出川西紀 常緑院 : 風見章子 正太郎 : 小林芳宏 福島屋清五郎 : 中山昭二 宗助 : 山本昌平 番頭 : 小坂和之 与作 : 西山嘉孝 右ヱ門佐 : 東恵美子 |
| 第12話 | さくら貝 母の祈り！      | 5月10日        | 今村文人 安藤豊弘 | 手銭弘喜 | おもん : 中村玉緒 桔梗屋新次郎 : 西沢利明 お春 : 石井ひとみ お政 : 霧島八千代 弥吉 : 西田良 もぐらの辰 : 秋山勝俊 お新 : 富永佳代子 役人 : 白井滋郎 行商人 : 峰蘭太郎 |
| 第13話 | 悪夢を覚ませ！女親分     | 5月17日        | 播磨幸治          | 高橋繁男 | お志乃 : 田島令子 茂平 : 北村英三 弥八 : 堀田真三 卯吉 : 陶隆司 真砂屋儀兵ヱ : 永田光男 おみよ : 原あけみ 山形屋利左ヱ門 : 堀内一市 案内人 : 平河正雄 およね : 山口朱美 与之吉 : 有川博                                                                                        |
| 第14話 | 標的は桜吹雪             | 5月24日        | 山崎巌            | 手銭弘喜 | 仙吉 : 大和田獏 おみつ : 小林かおり 太田主膳 : 稲葉義男 作次 : 石山雄大 沢田 : 成瀬正 留吉 : 有川正治 岡嶋艶子、宮城幸生、藤川弘 |
| 第15話 | 嘘つき小僧が飛んで来た！ | 5月31日        | 中野顕彰          | 手銭弘喜 | お染 : 瞳順子 寅吉 : 福田信義 巳之吉 : 水上保広 大黒屋 : 森幹太 才次 : 岩尾正隆 山本一郎 玉五郎 : 司裕介 辰吉 : 若杉武徳 三木美和、宮城幸生、畑中伶一、土橋勇 |
| 第16話 | 命ぎりぎり夫婦花         | 6月7日         | 村尾昭            | 高橋繁男 | おふじ : 早瀬久美子 宗達 : 小堀阿吉雄 猪之松 : 榎木兵衛 半右衛門 : 高野真二 勝蔵 : 出水憲司 新村玄斎 : 和田昌也 料理屋主人 : 島田秀雄 木谷邦臣(源七)、森源太郎(駕籠屋)、池田謙治(角助)、矢部義章(勘八)、西田治子(女中)、河原崎建三(和吉)                                       |
| 第17話 | 待ちぼうけの女           | 6月14日        | 鈴木兵吾          | 手銭弘喜 | 丘みつ子(おたか)、北原義郎(熊谷新兵ヱ)、内田昌宏(宇三郎)、南祐輔(甲州屋徳蔵)、五味龍太郎(亀七)、浜伸二(村雨の秀)、森秀人(治平)、若杉武徳(辰吉)、桂登志子(おとく) |
| 第18話 | 石川島怨み唄             | 6月28日        | 白井更生          | 林伸憲   | 葉山葉子(お冴)、辻萬長(藤五郎)、菅貫太郎(橘兵馬)、中村孝雄(宗兵衛)、安部潮(菊次郎)、有川正治(吉蔵)、藤川弘(先代宗兵衛)、西山清孝(見廻り同心)、細川純一(やくざ)、坂東京二郎(舞踏)                                                                                               |
| 第19話 | 桜吹雪に散る涙           | 7月5日         | 村尾昭            | 池広一夫 | 林ゆたか(さぶ)、長谷川待子(おりん)、瞳順子(おいね)、蟹江敬三(清吉)、大木正司(弥三)、那智映美(おきみ)、司裕介(又八)、大月正太郎(与作)、大江光(やりて婆さん)、松本正樹(大吉) |
| 第20話 | 姉弟ふたり               | 7月12日        | 押川國秋          | 林伸憲   | 清水めぐみ(おとせ)、武田弘樹(三吉)、左右田一平(留造)、玉川伊佐男(寅吉)、唐沢民賢(梅林壮七)、邦保(喜平)、滝譲二(仙八)、藤長照夫(丑松)、高谷舜二(佐吉)、笹木俊志(駕籠屋) |
| 第21話 | 女掏摸母子草             | 7月19日        | 白井更生          | 池広一夫 | 今陽子(お由)、山本豊三(新次郎)、原田潤(新太)、須賀不二男(善兵衛)、早川研吉(三吉)、山村弘三(近江屋)、新城邦彦(若旦那)、藤沢徹夫(若者)、森源太郎(叶屋) |
| 第22話 | いれずみ無情             | 8月9日         | 宮川一郎          | 林伸憲   | 松尾嘉代(おしん)、石田信之(伊助)、川辺久造(与平)、原良子(おさき)、光丘真理(おみつ・おとよ)、福山象三(俵屋)、柳原久仁夫(丑之助)、大月正太郎(三次)、森山紹秀(由松)、北村勝一朗(丁稚)                                                                                             |
| 第23話 | 炎の罠から消えた女       | 8月16日        | 押川國秋          | 高橋繁男 | 岡崎二朗(和三郎)、京春上(お初)、森幹太(六兵衛)、大下哲矢(次助)、中村錦司(曽田平内)、日高久(茂七)、桐島好夫(杉田) |
| 第24話 | 死を商う男               | 8月23日        | 今村文人          | 津島勝   | 山内明(石塚又兵衛)、斎藤浩子(七重)、内田喜郎(直吉)、武藤英司(ほていの徳太郎)、剣持伴紀(佐々山兵馬)、千葉敏郎(深草甚内)、江幡高志(虎造)、山本一郎、福本清三、疋田泰盛、市川男女之助、鈴木康弘、柴田芳丈、山田良樹、島田秀雄、藤川弘、ジョニー広瀬                               |
| 第25話 | 殺しに愛を賭けた女       | 8月30日        | 白井更生          | 林伸憲   | 鮎川いづみ(おせん)、河野弘(相模屋義十郎)、樋口和子(お夏)、波戸崎徹(伊庭鉄斎)、坂本和子(お光)、那須伸太郎(弥吉)、星野美恵子(お時)、千葉保(柳屋佐平治)、有島淳平(番頭)、野村しのぶ(おせん、子供)、峰蘭太郎(客一)、大城泰(客二)、平井昌一(伊勢屋宗兵衛)                           |
| 第26話 | 幸せにまっしぐら         | 9月6日         | 村尾昭            | 西山正輝 | 大木実(市次郎)、千野弘美(お咲)、川村真樹(おくら)、上野山功一(栄三)、相馬剛三(六左ヱ門)、柳沢紀子(お杉)、たうみあきこ(おくに)、宮川珠季(巳之助)、有川正治(清七)、広京子(女中)、江原政一(目明し)、宮城幸生(同心)                                                                 |
| 第27話 | 裏切り                   | 9月13日        | 押川國秋          | 津島勝   | 小野進也(宇三郎)、沢井桃子(お妙)、北見治一(与作)、田島義文(紀州屋万蔵)、三上左京(金子弥七郎)、田畑猛雄(鈴井新兵ヱ)、那須伸太郎(都座の吉五郎)、重久剛一(甚六)、土橋秀行(宇三郎、子供)、根上淳(三谷清右ヱ門)                                                                     |
| 第28話 | 地獄極楽 蛇の目傘        | 9月20日        | 中村努            | 西山正輝 | 結城しのぶ(おゆう)、北城真記子(おとら)、高木二朗(萩原彦九郎)、中庸助(綱蔵)、笹木俊志(弥造)、大木晤郎(源次)、小坂和之(助松)、森源太郎(風車売り)、丸平峯子(女房)、森次晃嗣(仙吉)                                                                                                 |
| 第29話 | 若君誘拐                 | 9月27日        | 山野四郎          | 林伸憲   | 中野誠也(弥助)、外山高士(坂田兵部)、田中浩(早野玄之進)、高桐真(権次)、加瀬悦孝(太吉)、大原和彦(光之助)、唐沢民賢(梅林壮七)、五十嵐義弘(細見十郎)、山本弘(清造)、堀内一市(住職)、山口朱美(芙美の方)、白井滋郎(人足一)、藤長照夫(人足二)、江原政一(人足三)、徳満信夫(岩田佐之助) |
| 第30話 | 怨みをはらす紅化粧       | 10月18日       | 宮川一郎          | 高橋繁男 | おとき : 瞳順子 三吉 : 中野健 仁三･勘蔵 : 遠藤征慈 升屋 : 土方弘 丑之助 : 井上茂 七兵ヱ : 福原秀雄 由次郎 : 浜伸二 松五郎 : 江島一也 梅林壮七 : 唐沢民賢 |

最高視聴率：25.1%（第29話）

## ネット局
※は遅れネット
- NET → テレビ朝日（1977年3月まではNETテレビ）
- 北海道テレビ放送
- 青森放送※
- IBC岩手放送※
- 東日本放送
- 秋田放送※
- 山形放送※
- 福島中央テレビ※
- NST新潟総合テレビ※
- 北日本放送※
- 北陸放送※
- 福井放送※
- 山梨放送※
- 長野放送※（日曜22:30から遅れネットで放送）
- 静岡放送※（第1シリーズ） → 静岡けんみんテレビ（第2シリーズ）（現：静岡朝日テレビ）

同じく在静民放のテレビ静岡や静岡第一テレビでも再放送されている。
- 名古屋テレビ放送
- 朝日放送（腸捻転解消により、初めての放送となる）
- 日本海テレビジョン放送※
- 岡山放送（第1シリーズ放映当時岡山県域局） → 瀬戸内海放送
- 広島ホームテレビ
- テレビ山口※（第1シリーズ、水曜20：00から遅れネットで放送） → 山口放送※（第2シリーズ）
- 四国放送※
- 瀬戸内海放送
- テレビ愛媛※
- 高知放送※
- 九州朝日放送
- 長崎放送※
- テレビ熊本※
- 大分放送※
- 宮崎放送※
- 鹿児島テレビ放送※
- 琉球放送※

## 備考
- 第68話に於いて、老中・松平定信が名前のみではあるが登場する。しかし、実在する松平定信は、遠山景元が誕生する以前に江戸幕府の老中主座を務めた人物であり（定信が老中職を解任されてから僅か1ヶ月後に景元が誕生している）、定信が死去した当時（文政12年5月13日）、景元は隠居した実父・景晋から遠山家の家督を相続したばかりであり、依然として江戸城西の丸の小納戸に勤務していた。この事から、定信と景元の間に一切の接点は無く、景元が北町奉行の職に就いた頃には、定信はすでにこの世を去っている。従って、第68話に於ける定信の人物設定は脚本家による独自の設定と考えて良い。

## ネット配信
- 2021年11月29日よりYouTubeの「東映時代劇YouTube」から無料配信が行われている（月曜11:00）。第1シリーズ・第2シリーズ第1話・第2話は常時、第3話以降は1週間の期間限定となる。